# イギリス国鉄マーク2客車
イギリス国鉄マーク2客車（イギリスこくてつマーク2きゃくしゃ、英語: British Railways Mark 2）とは、イギリス国鉄が2番目に設計した客車である。1963年から1975年にかけて生産され、以降は後継のマーク3客車に生産が移行した。

## 概要
車体は半一体構造で設計され、車体強度の向上が図られている。マーク1客車で問題となった台枠の腐食問題の解消し窓の設計も変更するなど、整備コストの削減が図られている。
登場当初は主に都市間連絡路線（後のインターシティーも含む）で運用され、前任のマーク1客車や後継のマーク3客車との混成編成での運用も多かった。しかし1994年の国鉄民営化後は電車・気動車の導入が推進され、マーク2客車は新型車両への直接代替や、他社・他路線での新車導入で余剰化したマーク3客車への玉突きにより運用から順次退いた。

## 形式

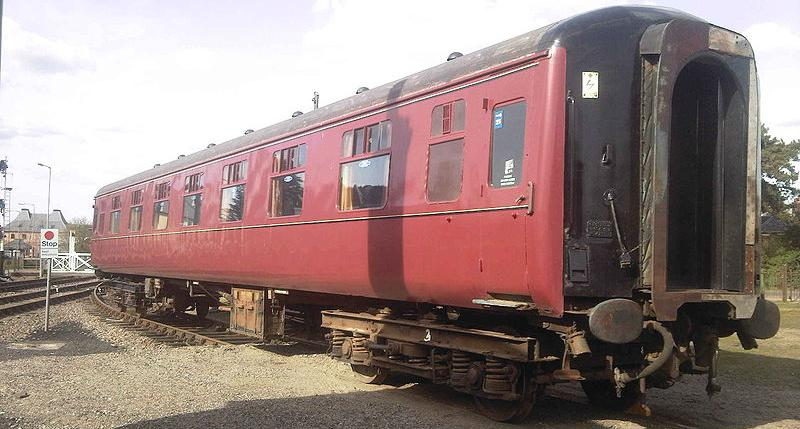
試作車。コンパートメント式車両。

1963年にマーク2客車の試作車である13532号（コンパートメント式1等車: FK - First Corridor）が国鉄のスウィンドン車両工場にて製作された。この試作車は現在、保存鉄道のミッド・ノーフォーク鉄道で保存されている。
マーク1客車はイギリス国鉄の技術部門（British Rail works：1969年にBritish Rail Engineering Limited、略称BRELに改名）の工場と複数の民間企業の双方において生産されたのに対し、マーク2客車及びマーク3客車はイギリス国鉄技術部門に所属するダービー車両製作工場（Derby Carriage and Wagon Works）のみで生産された。
| 形式     | 製造年         | 概要 |
| -------- | -------------- | --- |
| マーク2  | 1964年～1966年 | 基本型。圧力式換気装置を装備、内装の羽目板は木製。真空ブレーキを装備し、マーク1客車との併結が可能。車内暖房は蒸気暖房と電気暖房の両方に対応。貫通扉は元々折戸であったがトラブルが多発、マーク1客車と同様のスイングドアもしくは引き戸（形式によって異なる）に変更。 後に、一部の車両は126形気動車の後継としてグラスゴー - フォールカーク - エディンバラ線に投入する目的で、27形ディーゼル機関車を動力車としてのプッシュプル運転を可能とするために、圧縮空気式ディスクブレーキを装備した。 |
| マーク2A | 1967年～1968年 | マーク1客車のXP64セットから、各種の新機軸を取り入れた改良型。専用の装置を搭載することで、空気ブレーキが使用可能となる。貫通扉は緑色の折り戸。 |
| マーク2B | 1969年         | 車体中央部のドアが無くなり片面2ドアとなり、側面前後両端部のドアを大型化。この改装に伴い、トイレの配置が片端に2つから、前後両端に1つずつに変更された。貫通路ドアは、赤色の折り戸。 |
| マーク2C | 1969年～1970年 | 基本的にはマーク2Bと同一構造であるが、天井裏にエアコン用ダクトの設置準備がなされ天井が低くなっているが、実際にエアコンが搭載されることはなかった。貫通扉は赤色の折り戸。 |
| マーク2D | 1971年～1972年 | 空調を搭載し、座席区画の窓は完全固定になった。窓は従来型より（主に上下方向に）小型化、窓ガラスも色付きに変更。暖房もこの形からは電気暖房のみとなる。また、マーク2DのFKとBFK（Corridor Brake First：緩急車機能付きのコンパートメント式1等車）は、イギリス国鉄の客車ではマーク3客車の寝台車を除いて最後のコンパートメント式客車となった。貫通扉は赤色の折り戸。 |
| マーク2E | 1972年～1974年 | 荷物棚を縮小し、トイレ個室の向かい側に設置。貫通扉はクリーム色の折り戸。 |
| マーク2F | 1973年～1975年 | プラスチック製の内装羽目板、新型座席、床のセンサーで作動する貫通路の自動ドア、より低い場所に設置された側面暖房など、マーク3客車の試作車で初採用した新機軸を取り入れて製造。貫通扉はクリーム色の折り戸。 |

マーク2客車で最後に生産された999550号車は、1977年に竣工した。この車両は、現在もネットワーク・レールの路線検査車両（Track Recording Coach）として運用されている。
マーク2客車の後期型（マーク2D以後）は、外見上マーク3客車と非常によく似ているが、マーク3客車は全長が長く（マーク2客車の19.66m（64フィート6インチ）に対して、マーク3客車は23メートル（75フィート））、車体下部の台車の間の各種機器類を覆い隠す大型パネルが設置されている。また、マーク2客車の屋根が滑らかなのに対して、マーク3客車の屋根は前後方向に多数の突起が伸びている。

### 基本仕様
FK（First Corridor）
- コンパートメント式一等車。3列の向かい合わせ座席（6座席）を備えたコンパートメントを7室備える。

BFK（Brake First Corridor）
- 緩急車・車掌車機能付きの、コンパートメント式一等車。FOの半分を、手ブレーキの操作装置を備えた車掌室と荷物室に変更している。このため、乗客用のコンパートメントは4室に減らされている。

FO（First Open）
- 開放座席式一等車。座席配置は通路を挟んで2列+1列。

SO（Second Open、1987年からはStandard Open）
- 開放座席式二等車。座席配置はFOと同様、通路を挟んで2列+1列。

BSO（Brake Standard Open）
- 緩急車・車掌車機能付きの、開放座席式二等車。座席配置は、通路を挟んで2列+1列。

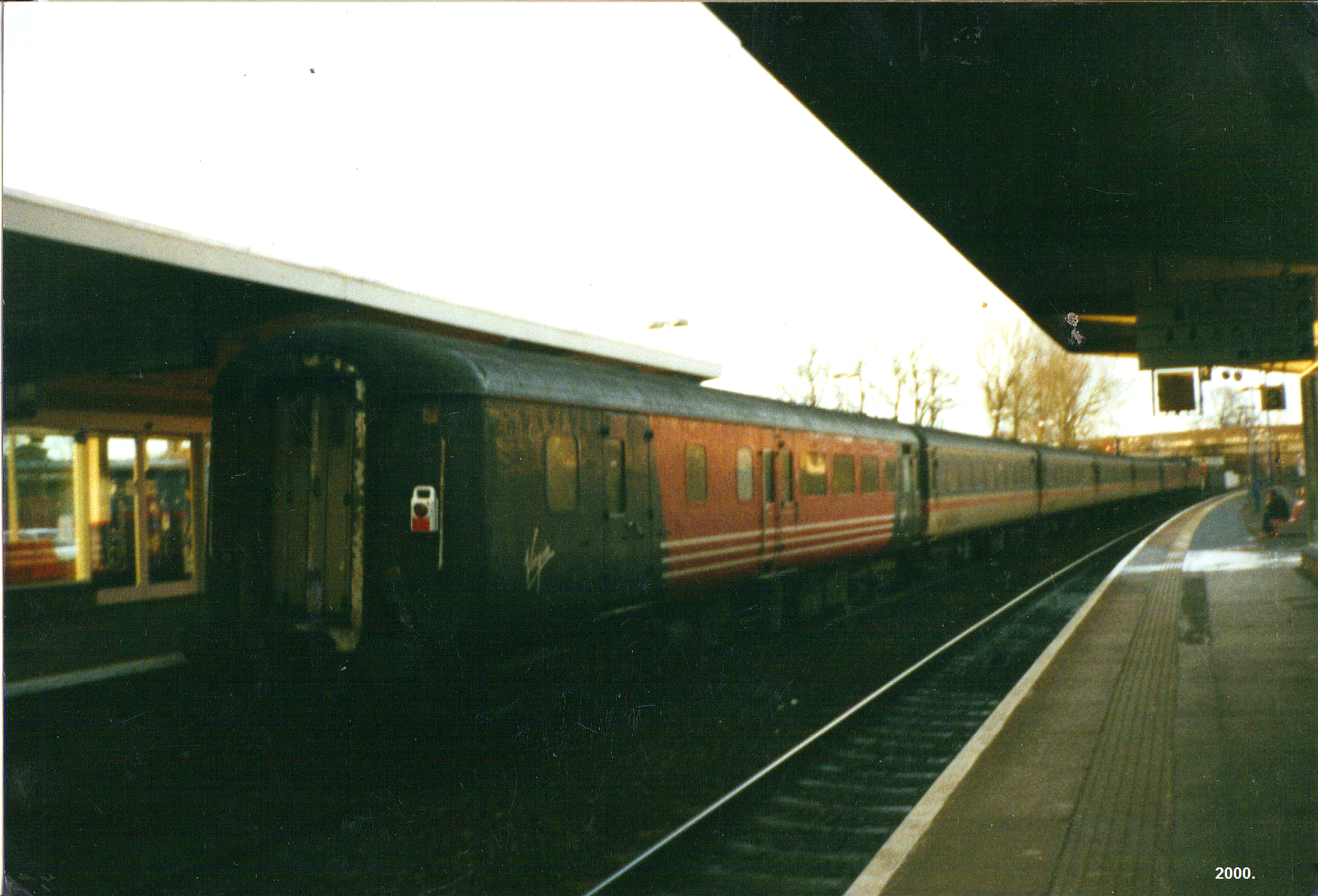
ヴァージン・トレインズのBSO車。編成後端から車掌室、荷物室、客室の鋼製。固定窓のためマーク2D以降の後期型と考えられる。塗装はヴァージン初期の基本色である赤と黒。
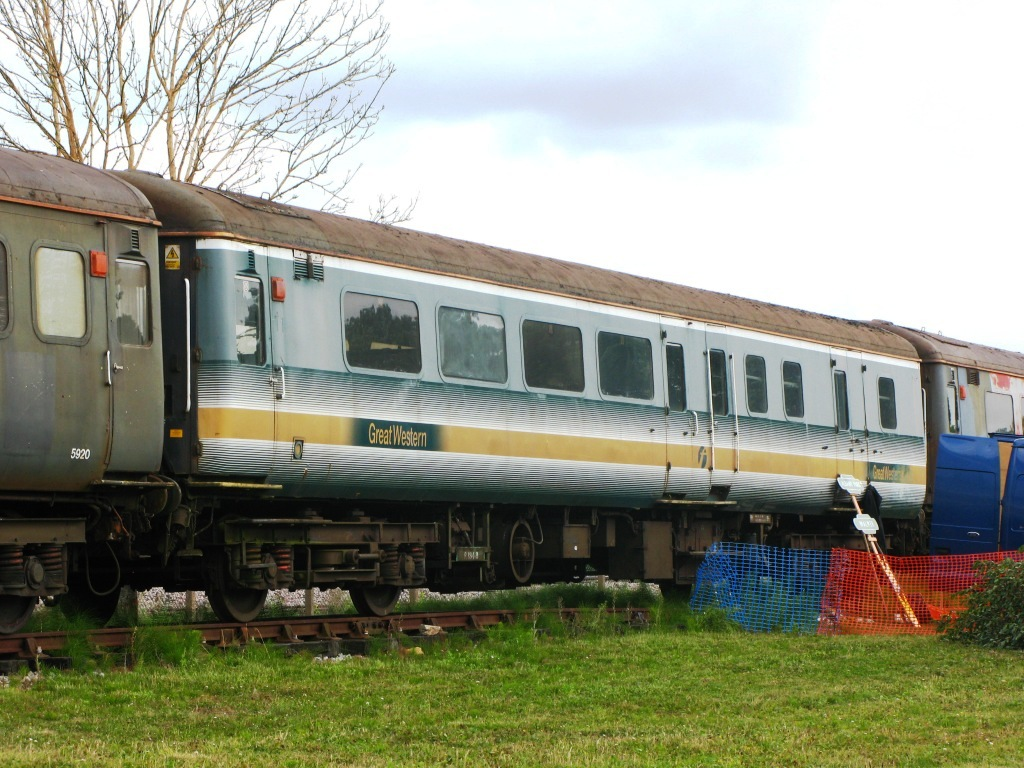
ファースト・グレート・ウェスタンのBSO車。初期塗装。

TSO（Tourist Second Open、1987年からはTourist Standard Open）
- 開放座席式二等車。座席配置は、通路を挟んで2列+2列。

PFB（Pullman First Brake）
- プルマン鉄道（英語版）向けの、緩急車機能付き一等車

PFK（Pullman First Kitchen）
- プルマン鉄道向け食堂車。

PFP（Pullman First Parlour）
- プルマン鉄道向けサロンカー。

#### 生産数（英国国鉄向け）
| 形式     | 仕様                               | 製造数 | 製造時の車体番号                |
| -------- | ---------------------------------- | ------ | ------------------------------- |
| マーク2  | PFK (Pullman First Kitchen)        | 8      | 500–507                         |
| マーク2  | PFP (Pullman First Parlour)        | 14     | 540–553                         |
| マーク2  | PFB (Pullman First Brake)          | 7      | 580–586                         |
| マーク2C | First Open (FO)                    | 18     | 3152–3169                       |
| マーク2D | First Open (FO)                    | 47     | 3170–3216                       |
| マーク2E | First Open (FO)                    | 55     | 3221–3275                       |
| マーク2F | First Open (FO)                    | 164    | 3276–3439                       |
| マーク2  | TSO (Tourist Second/Standard Open) | 59     | 5070–5228                       |
| マーク2  | SO (Second/Standard Open)          | 28     | 5229–5256                       |
| マーク2A | TSO (Tourist Second/Standard Open) | 177    | 5257–5433                       |
| マーク2B | TSO (Tourist Second/Standard Open) | 64     | 5434–5497                       |
| マーク2C | TSO (Tourist Second/Standard Open) | 118    | 5498–5615                       |
| マーク2D | TSO (Tourist Second/Standard Open) | 128    | 5616–5743                       |
| マーク2E | TSO (Tourist Second/Standard Open) | 160    | 5744–5804, 5809–5907            |
| マーク2F | TSO (Tourist Second/Standard Open) | 277    | 5908–6184                       |
| マーク2  | BSO (Brake Standard Open)          | 36     | 9381–9416                       |
| マーク2A | BSO (Brake Standard Open)          | 22     | 9417–9438                       |
| マーク2C | BSO (Brake Standard Open)          | 40     | 9439–9478                       |
| マーク2D | BSO (Brake Standard Open)          | 17     | 9479–9495                       |
| マーク2E | BSO (Brake Standard Open)          | 14     | 9496–9509                       |
| マーク2F | BSO (Brake Standard Open)          | 30     | 9510–9539                       |
| マーク2  | FK (First Corridor)                | 71     | 13252, 13361–13406, 13410–13433 |
| マーク2A | FK (First Corridor)                | 42     | 13434–13475                     |
| マーク2B | FK (First Corridor)                | 38     | 13476–13513                     |
| マーク2C | FK (First Corridor)                | 48     | 13514–13561                     |
| マーク2D | FK (First Corridor)                | 49     | 13562–13610                     |
| マーク2  | BFK (Brake First Corridor)         | 28     | 14028–14055                     |
| マーク2A | BFK (Brake First Corridor)         | 48     | 14056–14103                     |
| マーク2B | BFK (Brake First Corridor)         | 9      | 14104–14112                     |
| マーク2C | BFK (Brake First Corridor)         | 26     | 14113–14138                     |
| マーク2D | BFK (Brake First Corridor)         | 34     | 14139–14172                     |

### 派生仕様
上記の基本型9車種の新造に加え、これらを改修・改装する形で多数の派生仕様が登場している。
SK（Standard Corridor）
コンパートメント式二等車。マーク2客車のSKは、既存のFKを格下げする形で1980年代に設定された。同様にBFKを格下げする形で設定された、BSK（Brake Standard Corridor）も存在する。
BUO（Brake Unclassified Open）
- 緩急車機能付き開放座席車。

FOT（First Open Trolley）
- 開放座席一等車（？）。

BSOT（Brake Standard Open (Micro-Buffet)）
- 小型ビュッフェ付の、緩急車機能付き開放座席二等車。略号の最後尾のTは、イギリス国鉄の客車分類表記でビュッフェ付車両を表す。既存のBSO車を種車にマーク2客車からは23両を改造製作。

DBSO（Driving Brake Standard Open）
- 運転台付の開放座席二等車で、いわゆる制御客車。マーク2FのBSOを種車に14両が改造製作された。BSOの一端にある車掌室に運転台を設置し、機関車を遠隔制御するための時分割多重化式リモートコントロール装置を設置するなどの改修が行われた。マーク2・マーク3客車の編成の後端に連結し、折り返し運転の際には機回しを行わずにプッシュプル運転を行う。
後にはより高速（時速200km）で運転が可能なマーク3客車のDVT（Driving Van Trailer：制御荷物車）への置き換えが進められる。

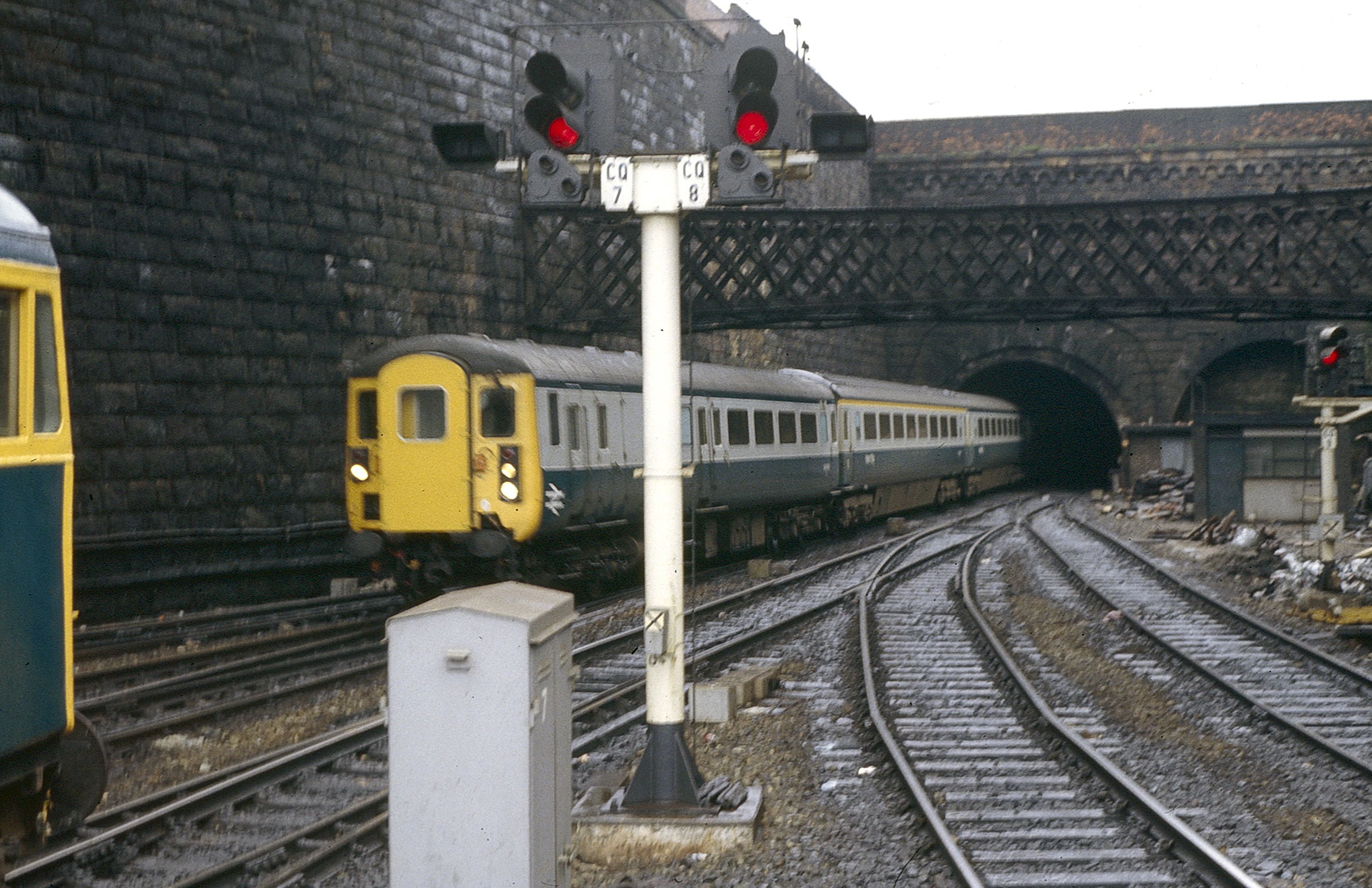
国鉄青灰塗装のDBSO車。国鉄時代はスコットランドのグラスゴー - エディンバラ間で運用。
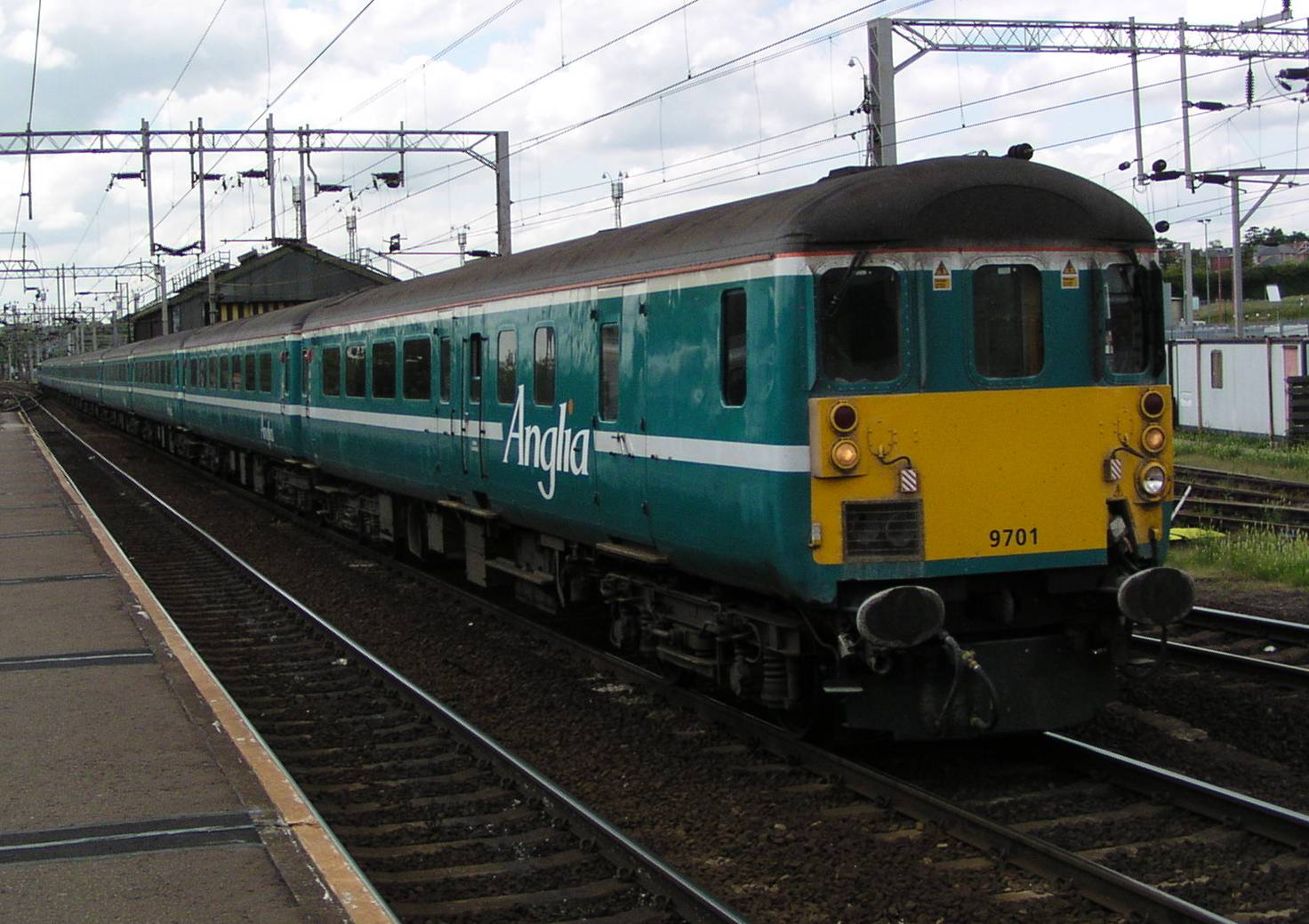
アングリア・レイルウェイズ（英語版）塗装のマーク2 DBSO。民営化時残存の全13両はアングリア・レイルウェイズへ継承。
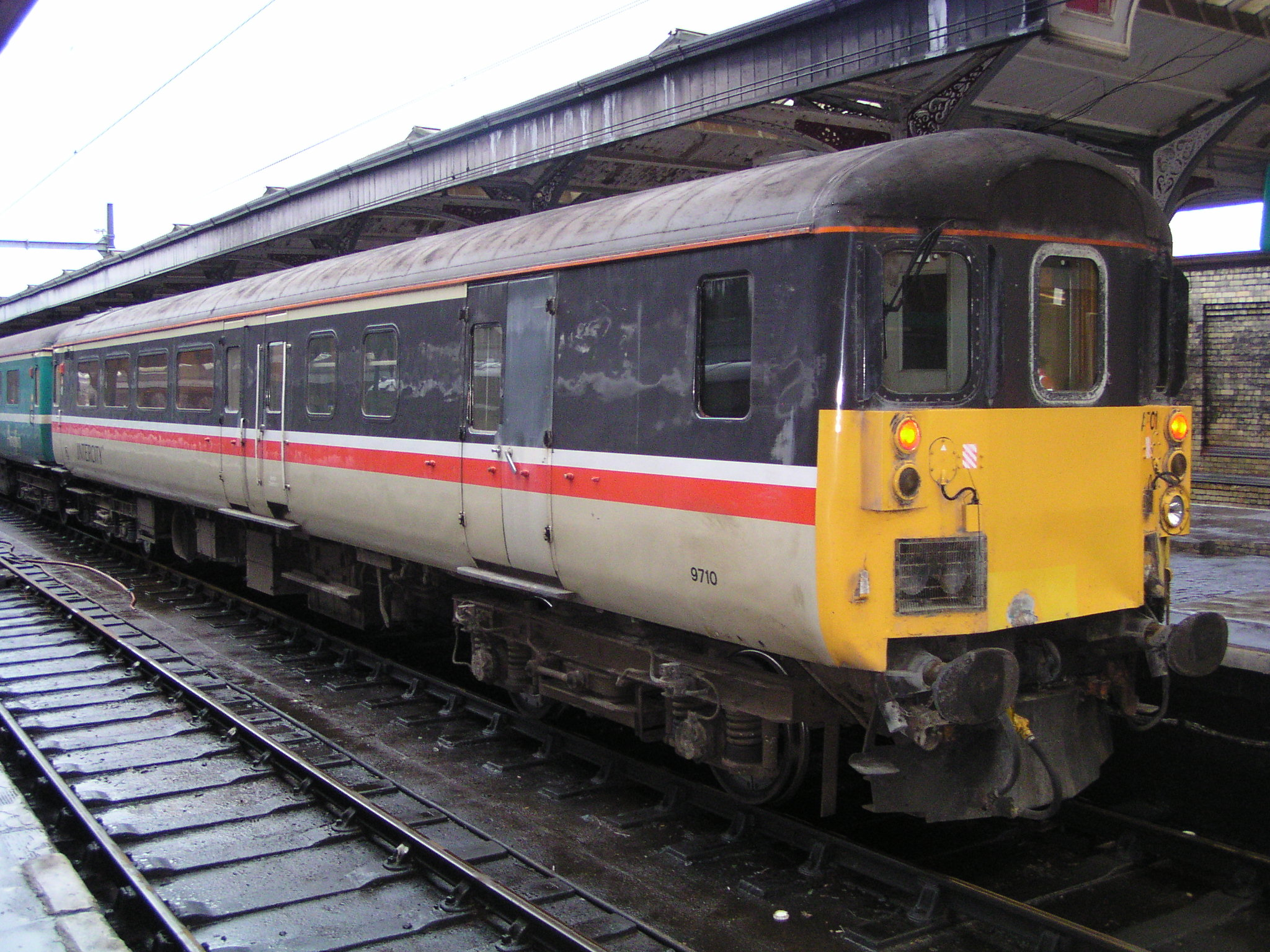
国鉄インターシティ（英語版）塗装のDBSO車。写真の9710号車のみ、アングリア・レイルウェイズで国鉄インターシティ塗装に再塗装された。
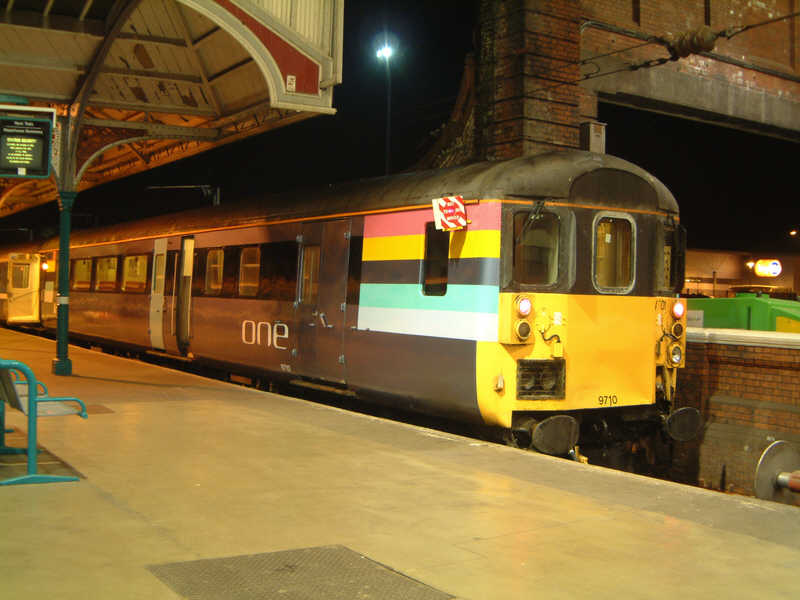
'One'（2008年2月26日に、ナショナル・エクスプレス・イースト・アングリア（NXEA）（英語版）へ改称）塗装のマーク2 DBSO。 'One'は2004年4月1日にアングリア・レイルウェイズの後継として運行開始、後にマーク2客車と制御客車はヴァージン・トレインズで余剰のマーク3客車と制御荷物車に代替した。
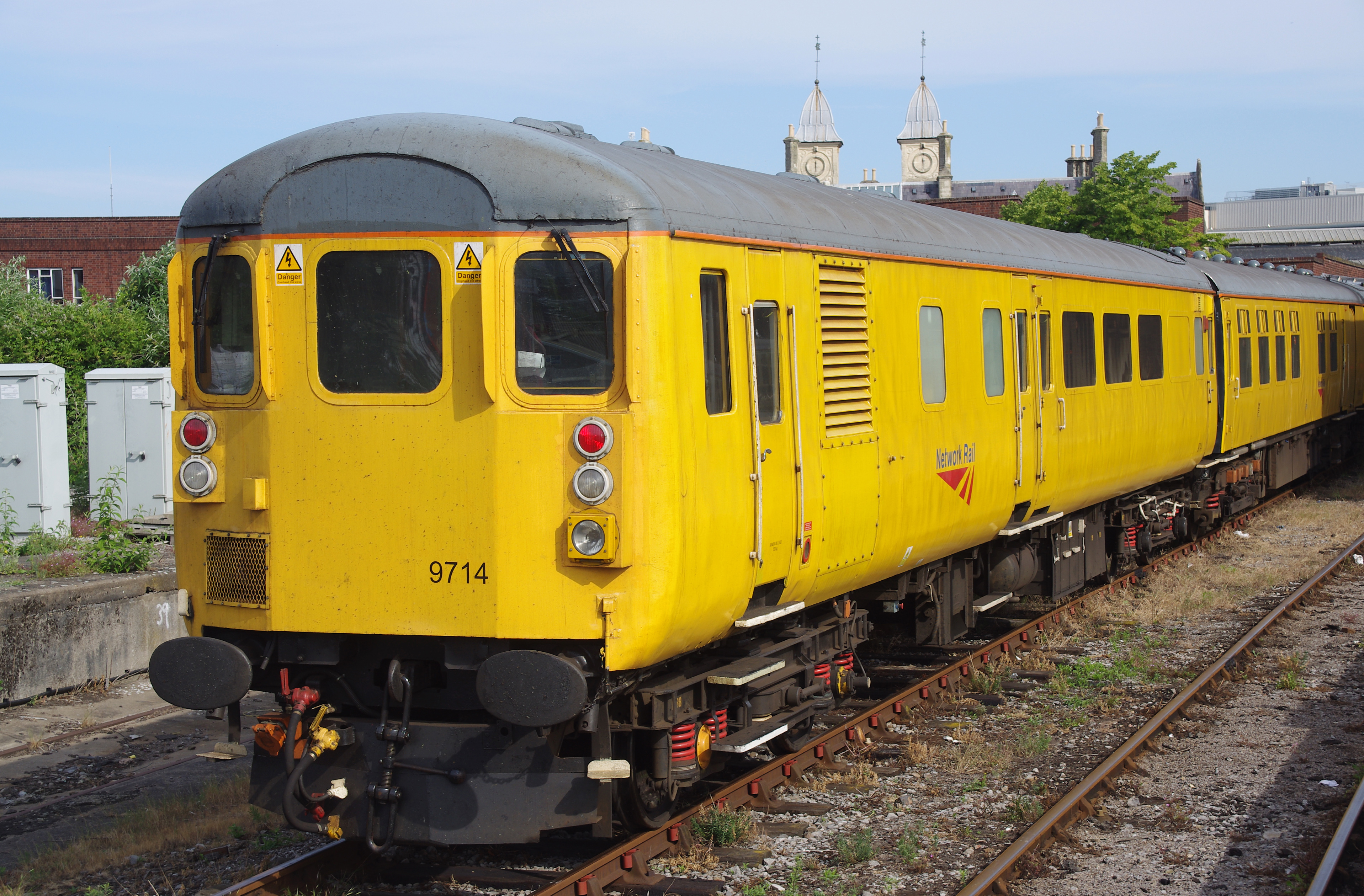
ネットワーク・レールのDBSO車、NXEAからの譲受車。DBSOはイギリス国内外でこの5両のみが現役。
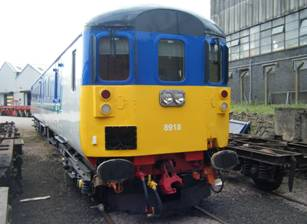
北アイルランド鉄道のDBSO車。旧NXEAの車両を1両譲受し、旧ガトウィック・エクスプレスの488形電車（英語版）と連結しプッシュプル運転を実施。現在は退役。

RFB（Restaurant First Buffet）
- 一等座席/食堂車。

RLO（Restaurant Lounge Open）
- 食堂車/ラウンジカー

RMB（Restaurant Miniature Buffet）
- ビュッフェ付食堂車（？）

### 電車・気動車
マーク1客車ではその車体設計を採用した電車・気動車が多数登場したが、マーク2客車での事例は少ない。イギリス国鉄での新造例は1966年登場のAM10形電車（1969年のTOPS導入で310形に改称）と、1975年登場の312形の2形式にとどまる。両者とも電気方式は交流25,000V・50Hzの架線集電方式で、民営化後も2004年まで運用された。

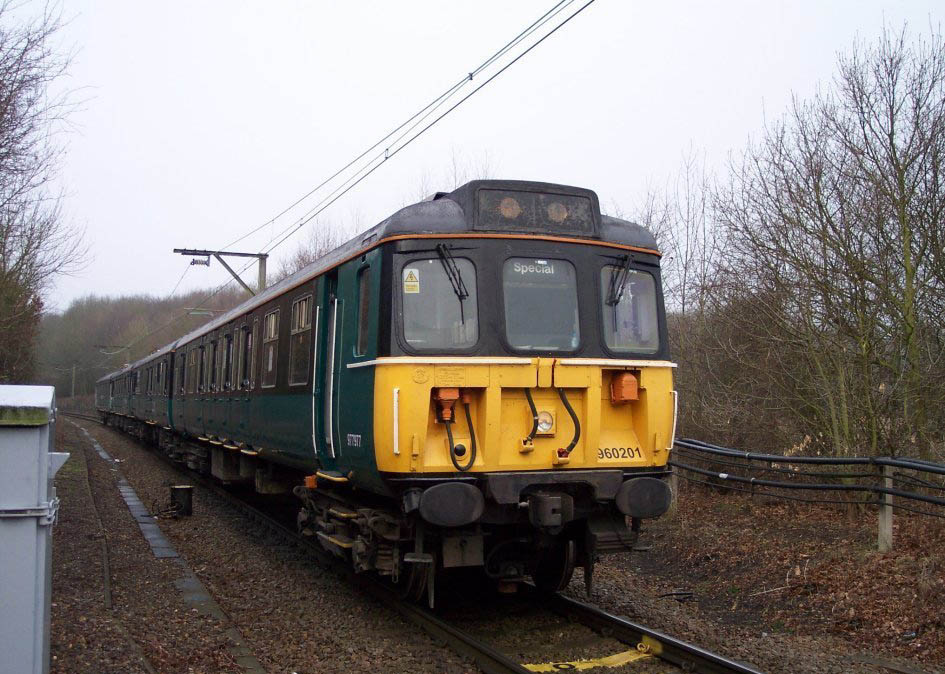
310形電車
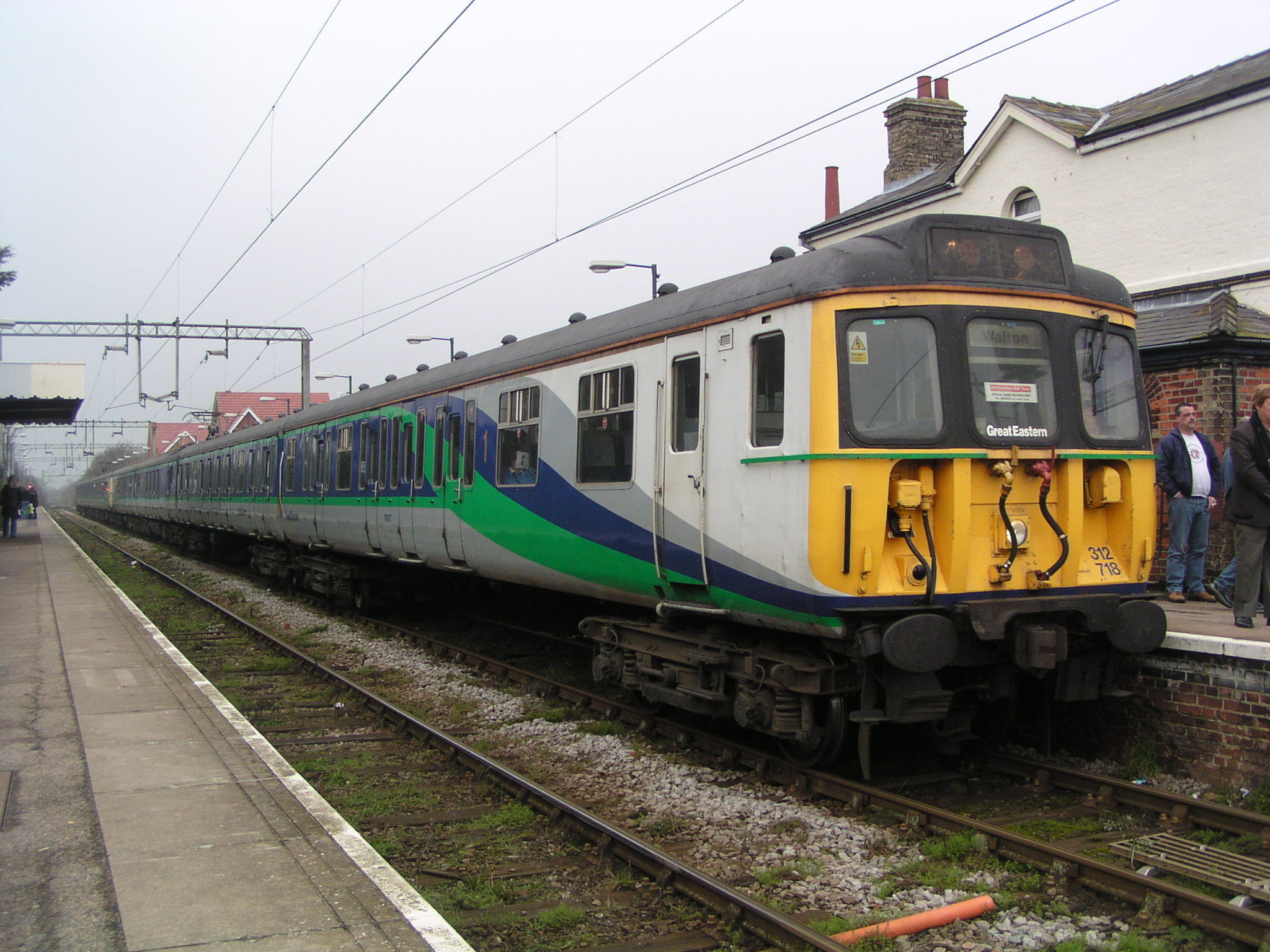
312形電車

改造ではマーク2F客車のうち29両が空港連絡列車「ガトウィック・エクスプレス」用として、488形電車へ改造された。集電装置・動力源・運転台を持たない付随車で、全長が66フィート1/2インチ（20.12m）に延長された以外は種車のマーク2F客車と変化が無い。運行時には、488形電車の両端に、動力車の73形電気機関車と、GLV（Gatwick Luggege Van：ガトウィック荷物車）の489形電車とのプッシュプル編成で運行された。2004年のガトウィック・エクスプレス撤退後に一部が北アイルランド鉄道やネットワーク・レールに引き取られ、現在でも運用されている。

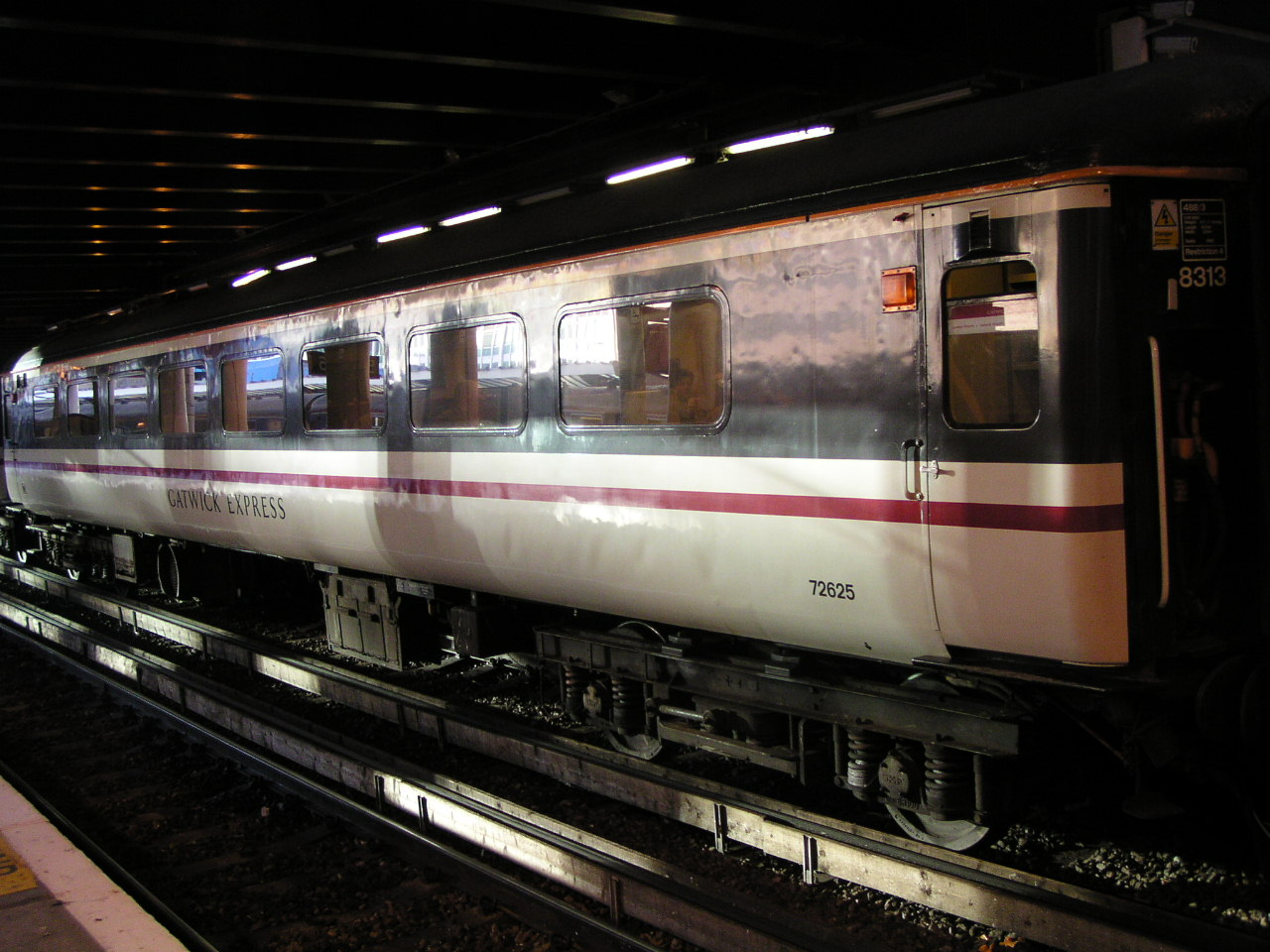
488形付随電車（元マーク2F客車）
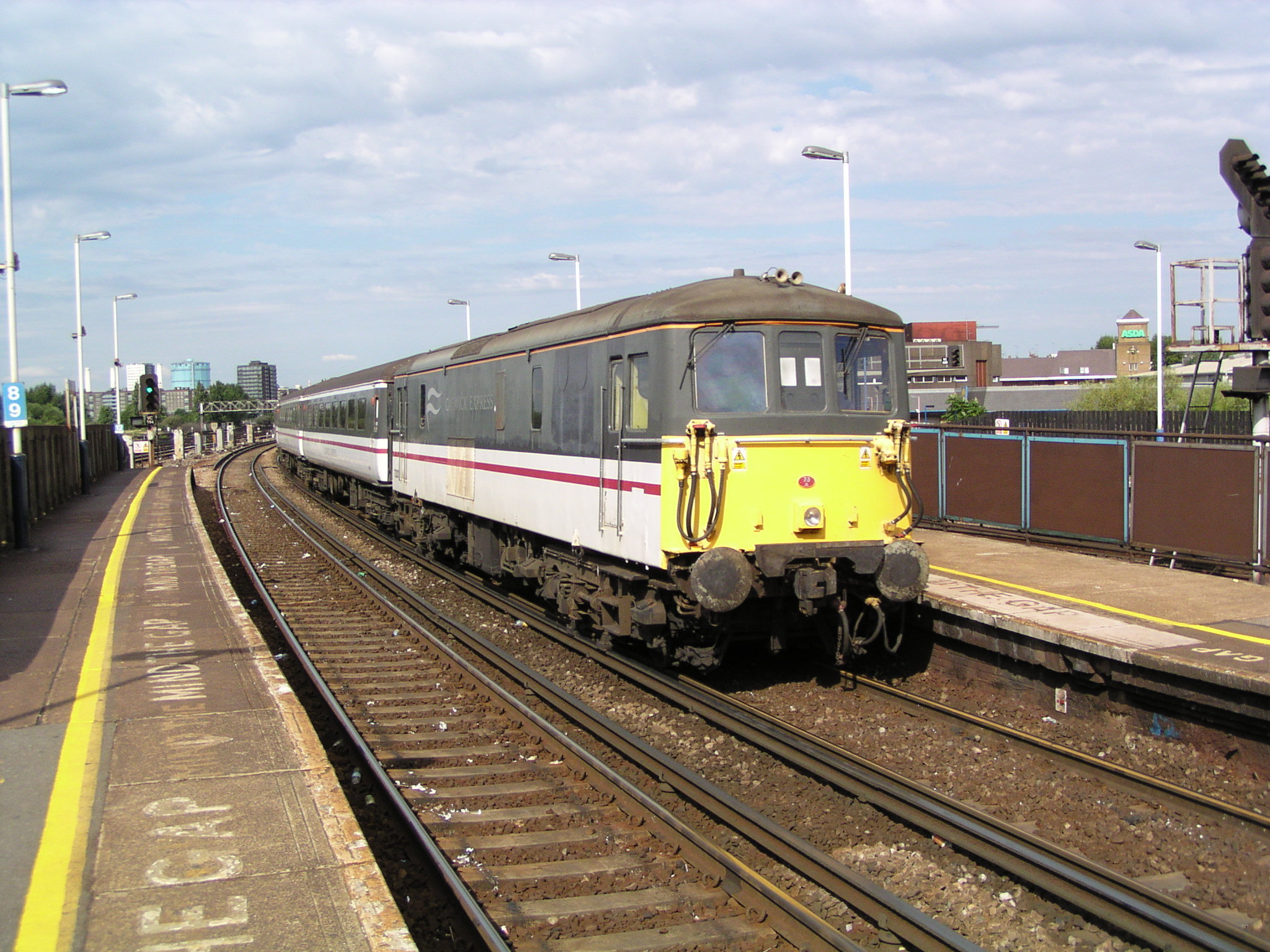
ガトウィック・エクスプレスの動力車、73形電気・ディーゼル両用機関車。 ディーゼルエンジンと直流発電機を搭載、第三軌条電化区間以外でも自走可能。
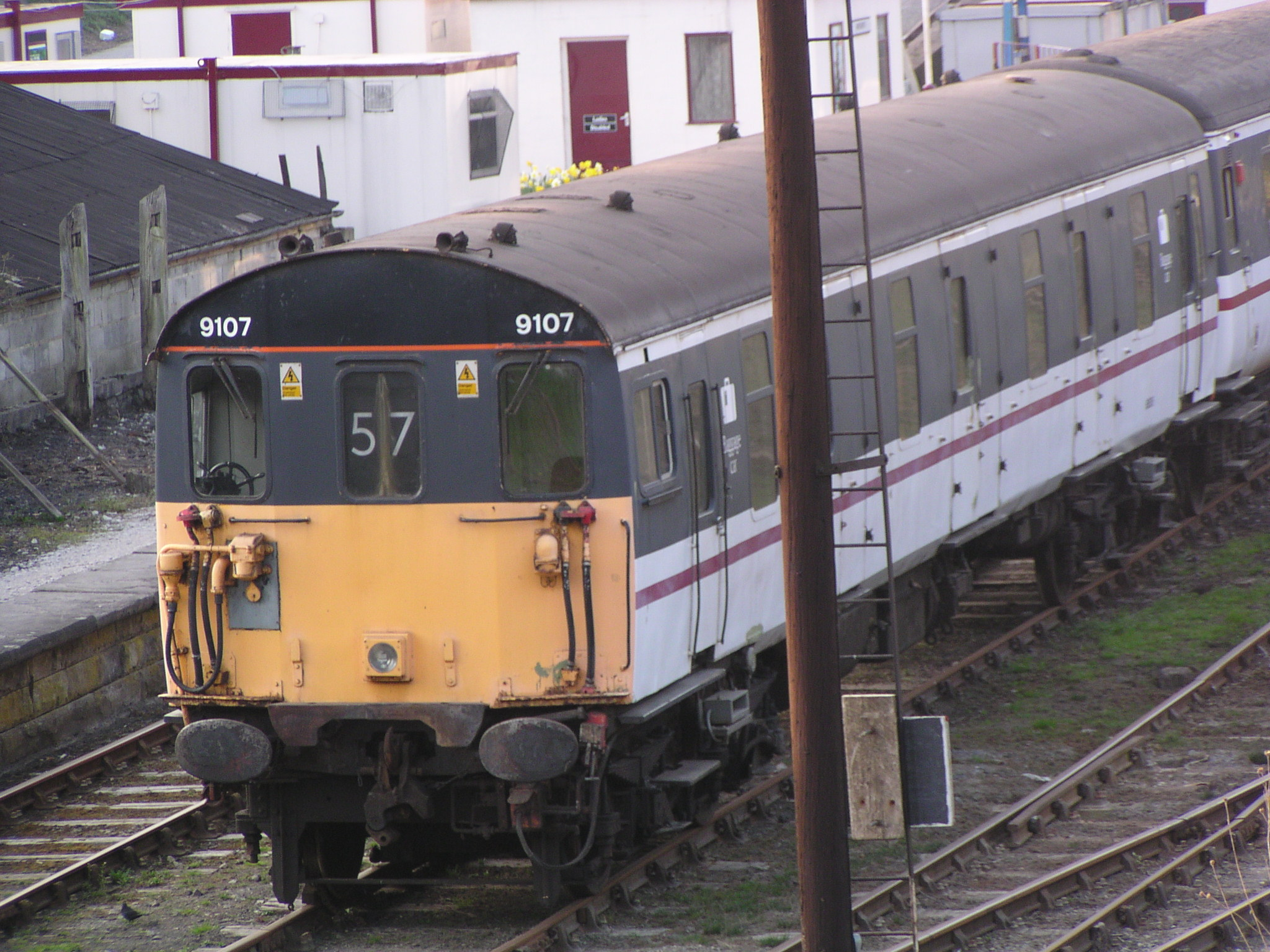
制御荷物電車の379形（元414形（英語版）制御電動車）

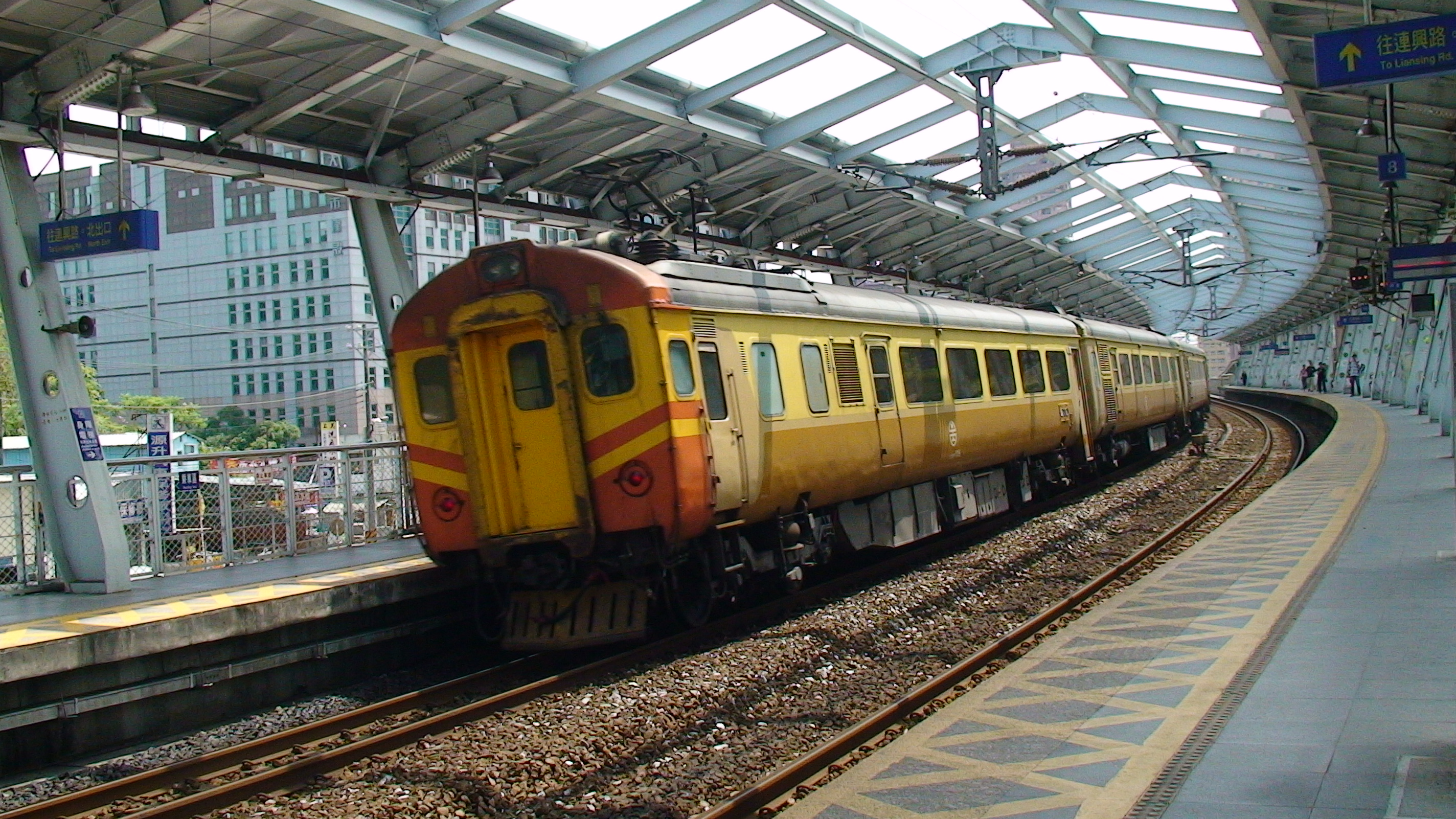
台湾鉄路管理局EMU100型電車。5両編成を基本に運用。

また、中華民国（台湾）の台湾鉄路管理局にとって最初の電車となったEMU100型は、マーク2客車の車体を基に、BRELとGEC社（アメリカのGEとは全く別の会社）が設計・製造したものである。台湾の特急列車「自強号」として、1978年8月15日に西部幹線での運行を開始した。

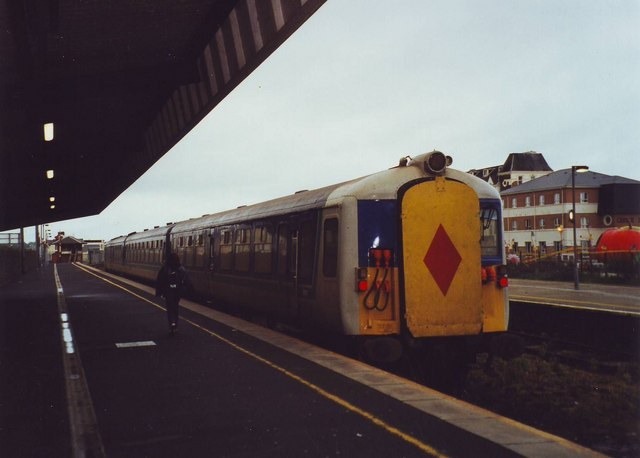
北アイルランド鉄道80系気動車

気動車については、北アイルランド鉄道向けに1970年代半ばから生産が始まった80系気動車のみが生産された。北アイルランド鉄道では、2011年9月25日に旅客輸送から退役するまで、運用され続けた。

1987年から一部が中古車両としてアイルランド国鉄に譲渡されたが、こちらは1990年に退役した。

## 運用
2020年に定期運用は消滅し、現在は主に貸切列車や保存鉄道で運用されている。この他、ニュージーランドで中古輸出車が運用されている。

### 運用会社一覧
現用の会社
- ネットワーク・レール（事業用）
- 各地の保存鉄道

過去の運用会社
- イギリス国鉄
- ヴァージン・トレインズ
- グレート・ウェスタン・トレインズ
- ファースト・グレート・ウェスタン
- アングリア・レイルウェイズ（英語版）
- ナショナル・エクスプレス・イースト・アングリア（英語版）
- ウェセックス・トレインズ（英語版）
- アリーヴァ・トレインズ・ノーザン（英語版）
- スコットレール
- ウェールズ・アンド・ボーダーズ（英語版）
- アリーヴァ・トレインズ・ウェールズ
- 北アイルランド鉄道
- アイルランド国鉄
- その他

### ネットワーク・レール
2002年にイギリス全土の鉄道網をレールトラックから買収したネットワーク・レールは、マーク2客車およびマーク3客車を改装した軌道検査車両を数両保有している。その中には、5両のDBSO（Driving Brake Standard Open：運転台付開放2等車）も含まれている。
マーク2客車はHSTをベースとしたNew Measurement Trainの編成には組み込まれず、31形・57形・97形ディーゼル機関車と連結して運用される。

## イギリス本土外
北アイルランドの北アイルランド鉄道、アイルランド共和国のアイルランド国鉄に新造投入されたほか、両鉄道とニュージーランドに中古車両が売却されている。

### 北アイルランド
北アイルランド鉄道は、北アイルランド首都ベルファストとアイルランド共和国首都ダブリンを結ぶ国際列車「エンタープライズ」での運行用にマーク2B客車を1970年に新造導入した。軌間1,600mmに対応した台車を搭載、車体塗装は栗色と青色で、101形ディーゼル機関車を動力車として運行された。この編成にはマーク2B客車で唯一の食堂車である547号車が含まれており、同車は2008年にアイルランド鉄道保存協会（Railway Preservation Society of Ireland、略称RPSI）によって復元された。
002年には、マーク2F客車改造の元ガトウィック・エクスプレス用付随電車488形の8両を導入し8941 - 8948号へ改番、8911号電源車と編成を組んで運行された。2005年に新型の3000系気動車の導入に伴い一旦退役するが、2006年にはPortadown - ベルファスト間の路線における朝の通勤ラッシュ時の輸送力確保のため再就役し、111形ディーゼル機関車を動力車として1日1往復運行を行っていたが、2009年6月18日の運行を最後に退役した。

### アイルランド

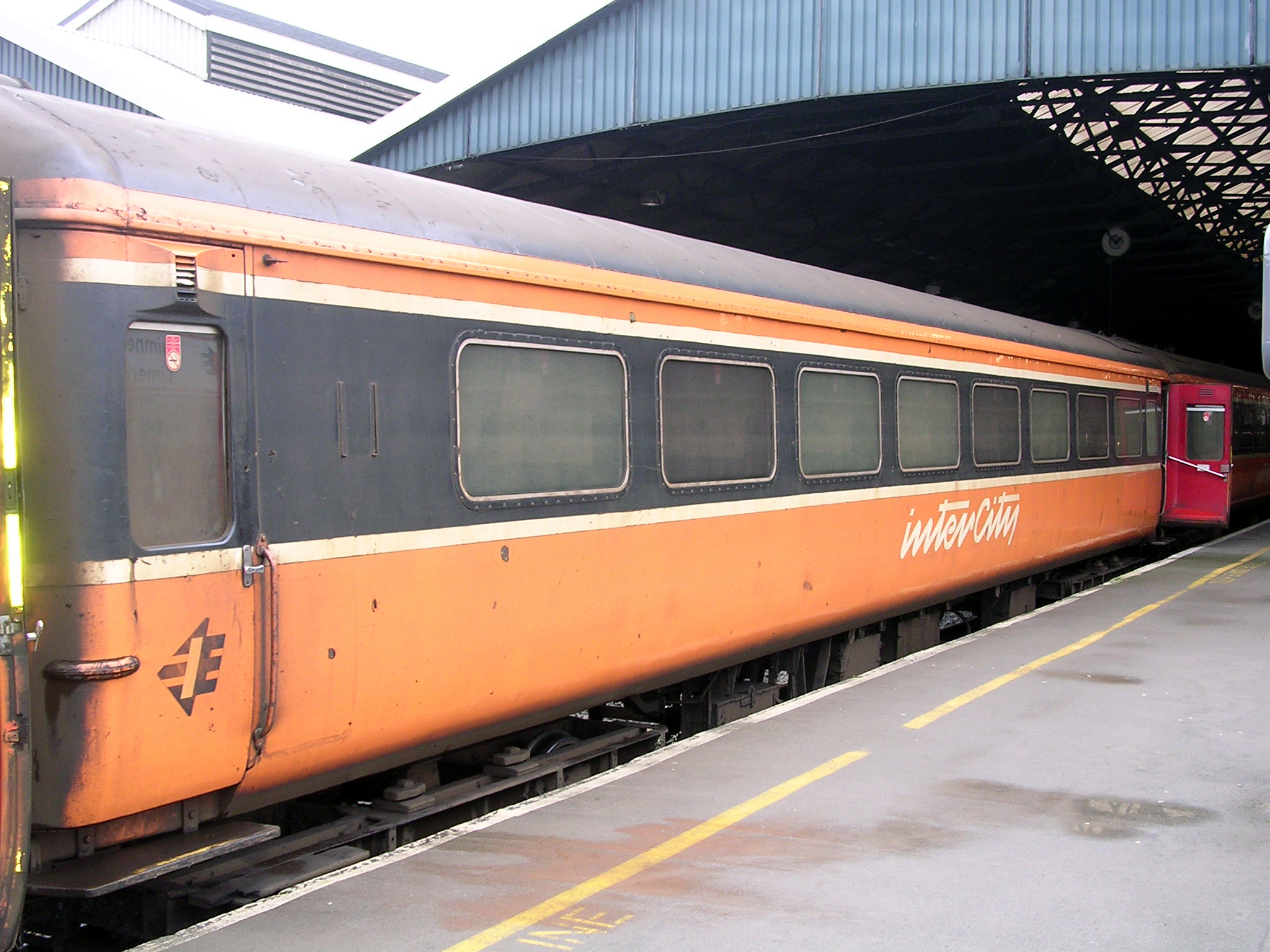
アイルランド鉄道のマーク2客車

1972年、アイルランド共和国のCIÉ（アイルランド語: Córas Iompair Éireann：アイルランド共和国交通局？）はBRELに対して、マーク2D客車をベースとした客車を72両発注した。客車の内訳は、1等車が6両（5101-5106）、1等・2等合造車が9両（5151–5159）、2等車が36両（5201–5236）、レストラン/ビュッフェ付2等車×11両（5401–5411）、電源車×11両（5601–5611）である。後には輸送需要の変化に応じて、5両の1等/2等合造車（5153–5156、5158）が2等車に再設定され、レストラン/ビュッフェ付2等車のうちの1両（5408）が、Presidental Coachに改装された。
車内の艤装工事はInchicoreにて行われたが、化粧板に合板を多用したり、座席を各席独立型とするなど、イギリス国鉄仕様とは大きく変化している。この客車は冷房を装備しており、足回りはB4ボギー台車をベースに軌間1,600mmに対応させたうえで真空ブレーキを装備している。
さらに電源規格はイギリス国鉄や北アイルランド鉄道の車両とは大きく異なっている。電源車には2種類の発電用エンジン/発電機のセットが搭載されており、それぞれが220Vと380Vの50Hz交流電源を供給するため、「AC（交流）客車」と言われた。エアコンの機器類は2つに分けられ、それぞれのエアコンは電源供給路が独立している。電源車の発電装置のうちの一つが故障した場合、もう一つの発電装置は両方の空調用の電源供給路に電源を供給するよう設計されており、この場合はエアコンの能力は半減するが、他の照明や調理等の能力低下の発生防止が配慮されている。この電源供給方式は、その後のアイルランド国鉄の客車でも引き続き採用されている。
アイルランド国鉄は1989年に15両の客車を、イギリスのスクラップ業者からほぼ同数のスクラップのディーゼル機関車と引き換えに導入した。旧式のマーク2A・B・C客車は腐食が激しく2004年に廃車となったが、少数の客車が台車を撤去の上でアイルランドの特定の保存鉄道において保管されている。
1972年に導入されたマーク2客車は、2007年から2008年にかけて現役から退き、5106（1等車）と5203（2等車）、5408（Presidental Coach）の3両がアイルランド鉄道保存協会にて保存されている。

### ニュージーランド
ニュージーランドでは、100両以上のマーク2D/E/F客車のFO車とTSO車の譲受車が運用されている。
ニュージーランドの鉄道路線は山岳地帯でも建設が容易なように、日本でも一般的な1,067mm軌間で敷設されていたが、車両限界はイギリス本国より僅かに小さいのみで、台車の交換が可能ならばニュージーランドのほぼ全路線でマーク2客車の運用が可能であった。
ニュージーランド向けの最初の車両は、1996年にトランツ・レール（Tranz Rail）と保存鉄道のメインライン・スチーム（Mainline Steam）によって導入された。このうち、トランツ・レールの車両は台車の交換以外にも両開き式引き戸の設置などの改修を受け、1999年11月15日からパーマストン・ノース - ウェリントン間を結ぶ通勤路線「キャピタル・コネクション」にて運行を開始した。

## 主要諸元
| 車体構造 | 鋼鉄製セミ・インテグラル方式                                                   |
| 車体全長 | 19.66m（64フィート6インチ）                                                    |
| 台車     | B4 2軸ボギー台車×2                                                             |
| ドア     | 手動外開き蝶番式ドア、集中制御式ロック機構付                                   |
| ブレーキ | 空気式踏面ブレーキ                                                             |
| 暖房     | 強制循環式蒸気/電気暖房（マーク2/2A/2B/2C） エアコン（マーク2D/2E/2F）         |
| 運行路線 | ウェスト・コースト本線（カレドニアン・スリーパー） ファイフ・サークル線 その他 |